# Pessan
Pessan (Pessan en gascon) est une commune française située dans le centre du département du Gers en région Occitanie. Sur le plan historique et culturel, la commune est dans le Pays d'Auch, un territoire céréalier et viticole qui s'est également constitué en pays au sens aménagement du territoire en 2003.
Exposée à un climat océanique altéré, elle est drainée par l'Arçon, le ruisseau de Larroussagnet et par divers autres petits cours d'eau. La commune possède un patrimoine naturel remarquable composé de quatre zones naturelles d'intérêt écologique, faunistique et floristique.
Pessan est une commune rurale qui compte 659 habitants en 2022. Elle fait partie de l'aire d'attraction d'Auch. Ses habitants sont appelés les Pessannais ou  Pessannaises.

## Géographie

### Localisation
Pessan est une commune de Gascogne située dans l'aire urbaine d'Auch sur l'Arçon et sur l'ancienne route nationale 626 à 5 km au sud-est d'Auch.

### Communes limitrophes
Les communes limitrophes sont  Auch, Auterive, Castelnau-Barbarens, Haulies, Lussan, Montégut et Pavie.
| Auch     | Montégut |                     |
| Pavie    | Pessan   | Lussan              |
| Auterive | Haulies  | Castelnau-Barbarens |

### Géologie et relief
Pessan se situe en zone de sismicité 1 (sismicité très faible).

### Hydrographie

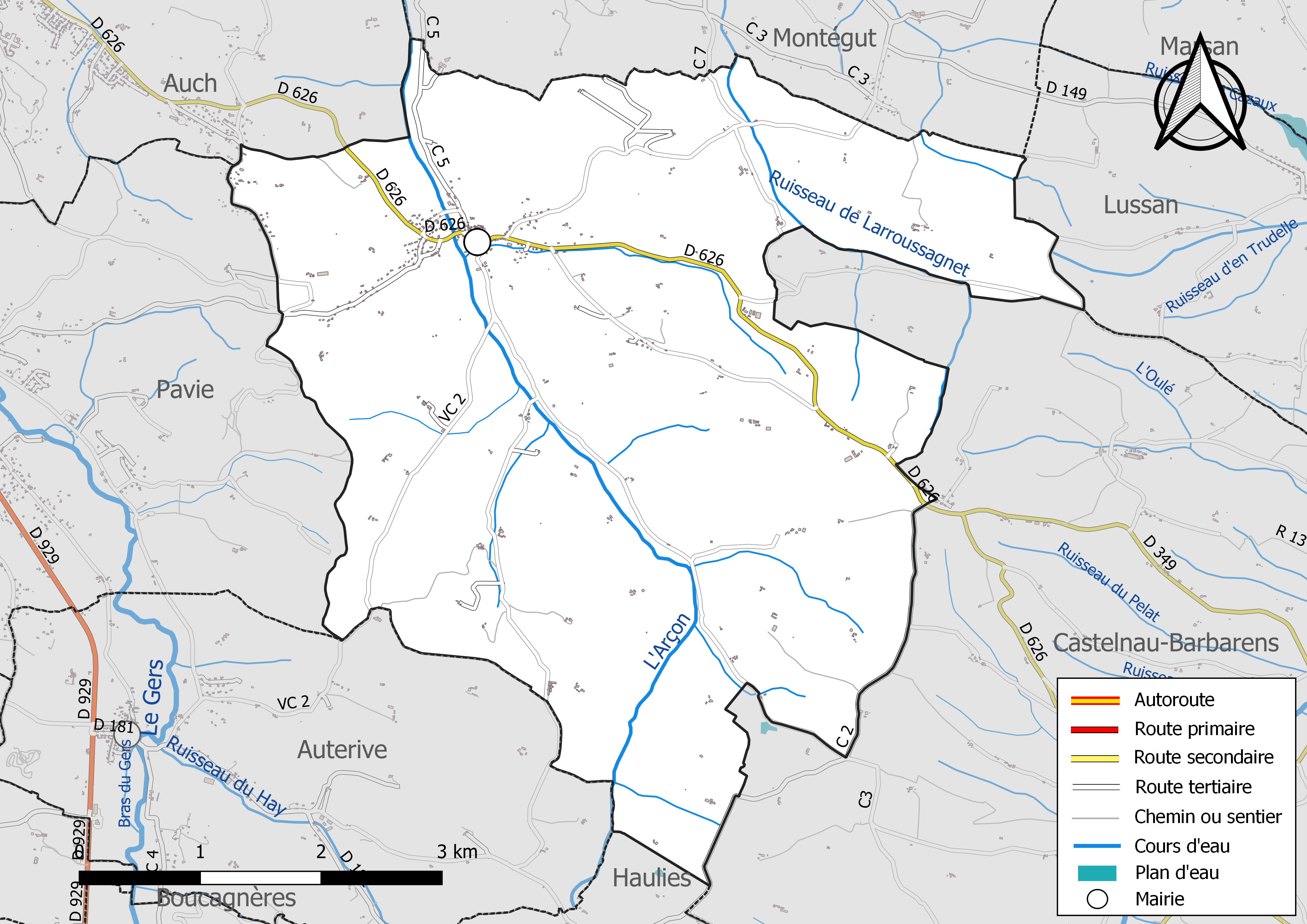
Réseaux hydrographique et routier de Pessan.

La commune est dans le bassin de la Garonne, au sein du bassin hydrographique Adour-Garonne. Elle est drainée par l'Arçon et le ruisseau de Larroussagnet et par divers petits cours d'eau, qui constituent un réseau hydrographique de 21 km de longueur totale,.
L'Arçon, d'une longueur totale de 18,1 km, prend sa source dans la commune d'Auterive et s'écoule vers le nord. Il traverse la commune et se jette dans le Gers à Preignan, après avoir traversé 8 communes.

### Climat
Pour des articles plus généraux, voir Climat de l'Occitanie et Climat du Gers.
En 2010, le climat de la commune est de type climat du Bassin du Sud-Ouest, selon une étude s'appuyant sur une série de données couvrant la période 1971-2000. En 2020, Météo-France publie une typologie des climats de la France métropolitaine dans laquelle la commune est exposée à un climat océanique altéré et est dans la région climatique Aquitaine, Gascogne, caractérisée par une pluviométrie abondante au printemps, modérée en automne, un faible ensoleillement au printemps, un été chaud (19,5 °C), des vents faibles, des brouillards fréquents en automne et en hiver et des orages fréquents en été (15 à 20 jours).
Pour la période 1971-2000, la température annuelle moyenne est de 13,1 °C, avec une amplitude thermique annuelle de 15,6 °C. Le cumul annuel moyen de précipitations est de 772 mm, avec 10,2 jours de précipitations en janvier et 6,3 jours en juillet. Pour la période 1991-2020, la température moyenne annuelle observée sur la station météorologique la plus proche, située sur la commune d'Auch à 6 km à vol d'oiseau, est de 13,5 °C et le cumul annuel moyen de précipitations est de 695,8 mm,. Pour l'avenir, les paramètres climatiques de la commune estimés pour 2050 selon différents scénarios d'émission de gaz à effet de serre sont consultables sur un site dédié publié par Météo-France en novembre 2022.

### Milieux naturels et biodiversité
L’inventaire des zones naturelles d'intérêt écologique, faunistique et floristique (ZNIEFF) a pour objectif de réaliser une couverture des zones les plus intéressantes sur le plan écologique, essentiellement dans la perspective d’améliorer la connaissance du patrimoine naturel national et de fournir aux différents décideurs un outil d’aide à la prise en compte de l’environnement dans l’aménagement du territoire.
Trois ZNIEFF de type 1 sont recensées sur la commune :
- les « landes de Hounsorbes » (11 ha), couvrant 2 communes du département[13] ;
- les « landes d'En Gaston-Rochelieu et bois d'Emparage » (86 ha), couvrant 2 communes du département[14] ;
- les « pelouses, landes et champs extensifs de Pavie » (211 ha), couvrant 3 communes du département[15] ;

et une ZNIEFF de type 2, : 
les « coteaux du Gers d'Aries-Espénan à Auch » (13 191 ha), couvrant 31 communes dont 28 dans le Gers et trois dans les Hautes-Pyrénées.

Carte des ZNIEFF de type 1 et 2 à Pessan.
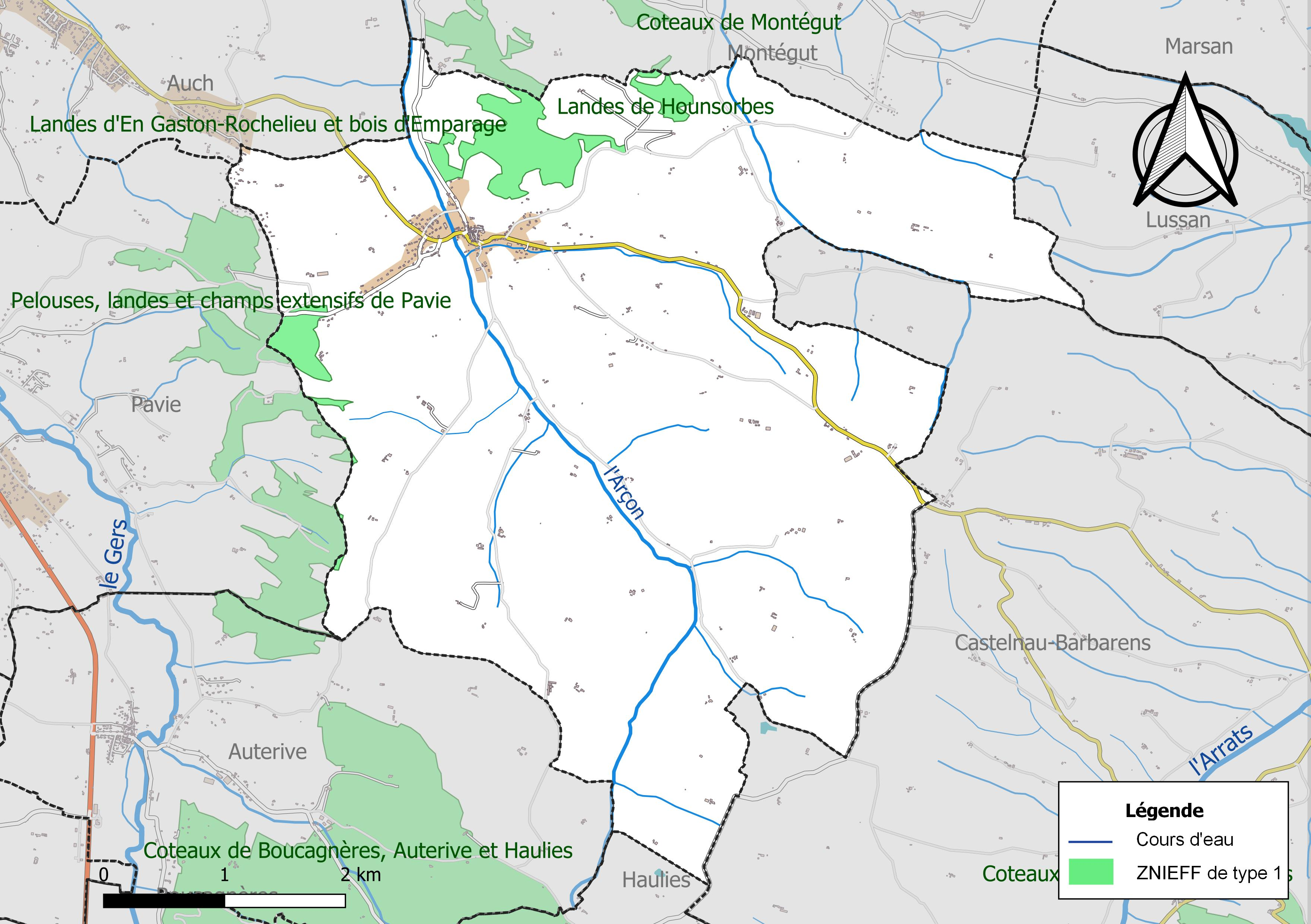
Carte des ZNIEFF de type 1 sur la commune.
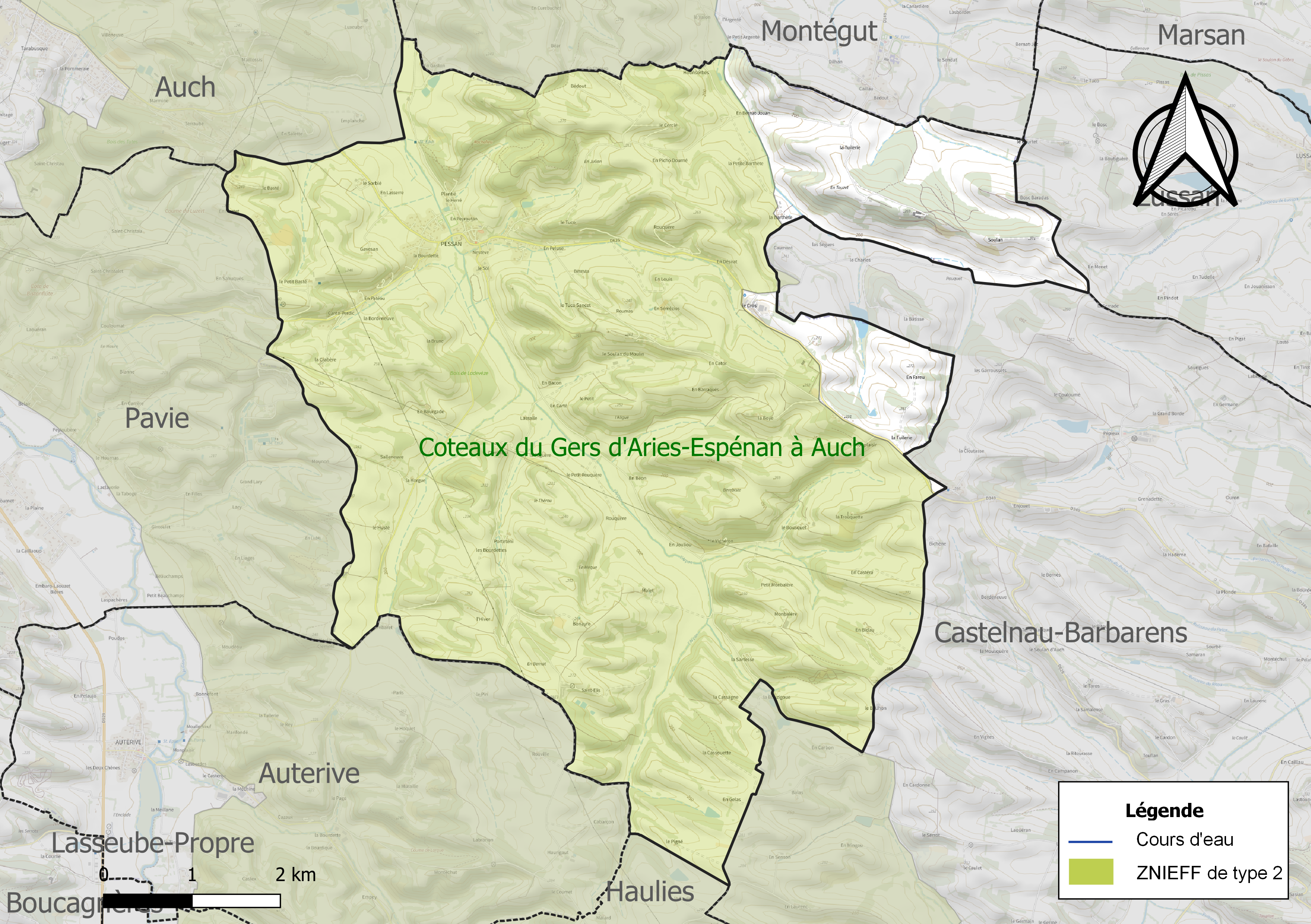
Carte de la ZNIEFF de type 2 sur la commune.

## Urbanisme

### Typologie
Au 1er janvier 2024, Pessan est catégorisée commune rurale à habitat dispersé, selon la nouvelle grille communale de densité à sept niveaux définie par l'Insee en 2022.
Elle est située hors unité urbaine. Par ailleurs la commune fait partie de l'aire d'attraction d'Auch, dont elle est une commune de la couronne,. Cette aire, qui regroupe 112 communes, est catégorisée dans les aires de 50 000 à moins de 200 000 habitants,.

### Occupation des sols
L'occupation des sols de la commune, telle qu'elle ressort de la base de données européenne d’occupation biophysique des sols Corine Land Cover (CLC), est marquée par l'importance des territoires agricoles (94,7 % en 2018), une proportion sensiblement équivalente à celle de 1990 (95,2 %). La répartition détaillée en 2018 est la suivante : 
zones agricoles hétérogènes (51,9 %), terres arables (24 %), prairies (18,8 %), forêts (3,4 %), zones urbanisées (1,9 %). L'évolution de l’occupation des sols de la commune et de ses infrastructures peut être observée sur les différentes représentations cartographiques du territoire : la carte de Cassini (XVIIIe siècle), la carte d'état-major (1820-1866) et les cartes ou photos aériennes de l'IGN pour la période actuelle (1950 à aujourd'hui).

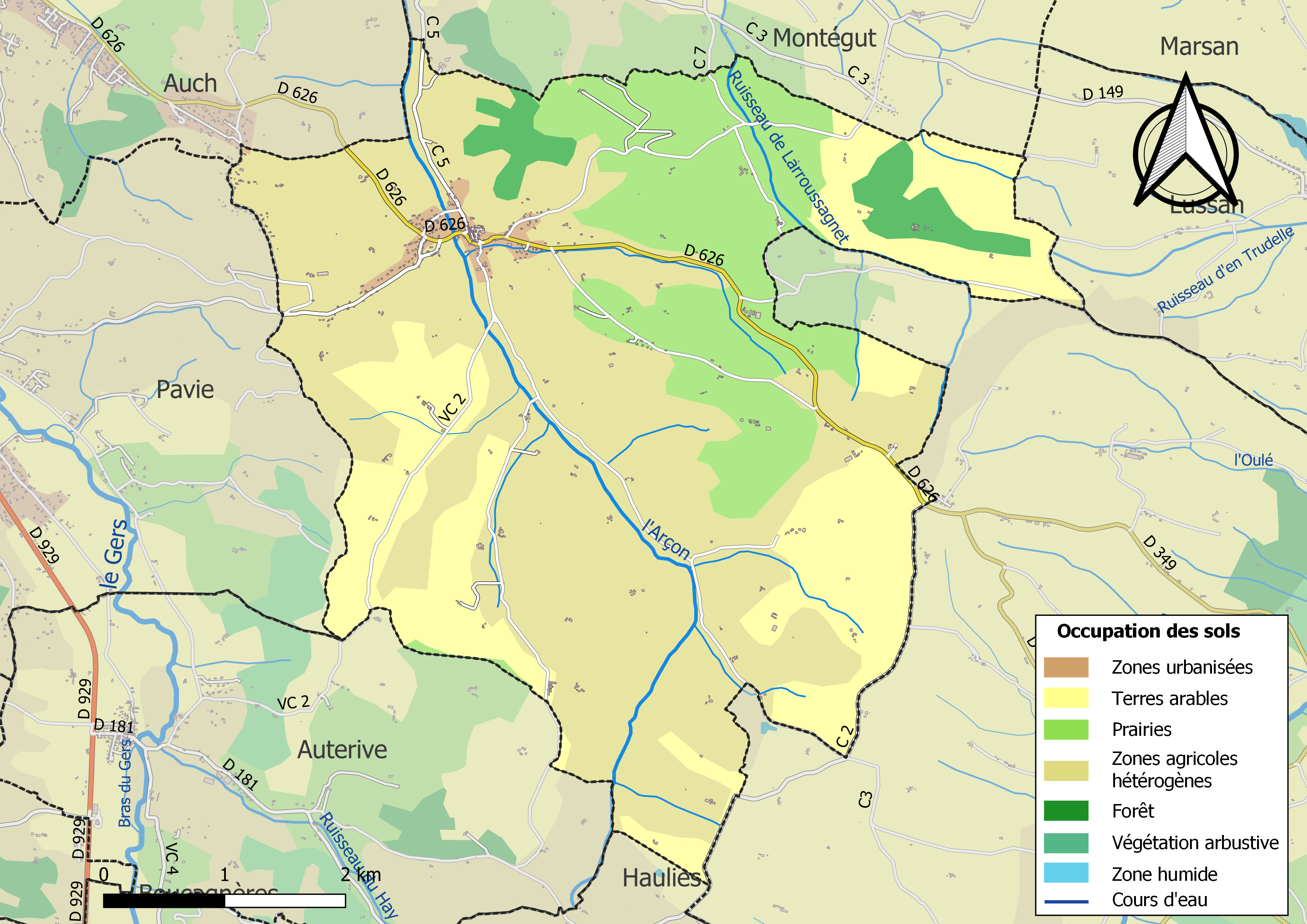
Carte des infrastructures et de l'occupation des sols de la commune en 2018 (CLC).

### Voies de communication et transports

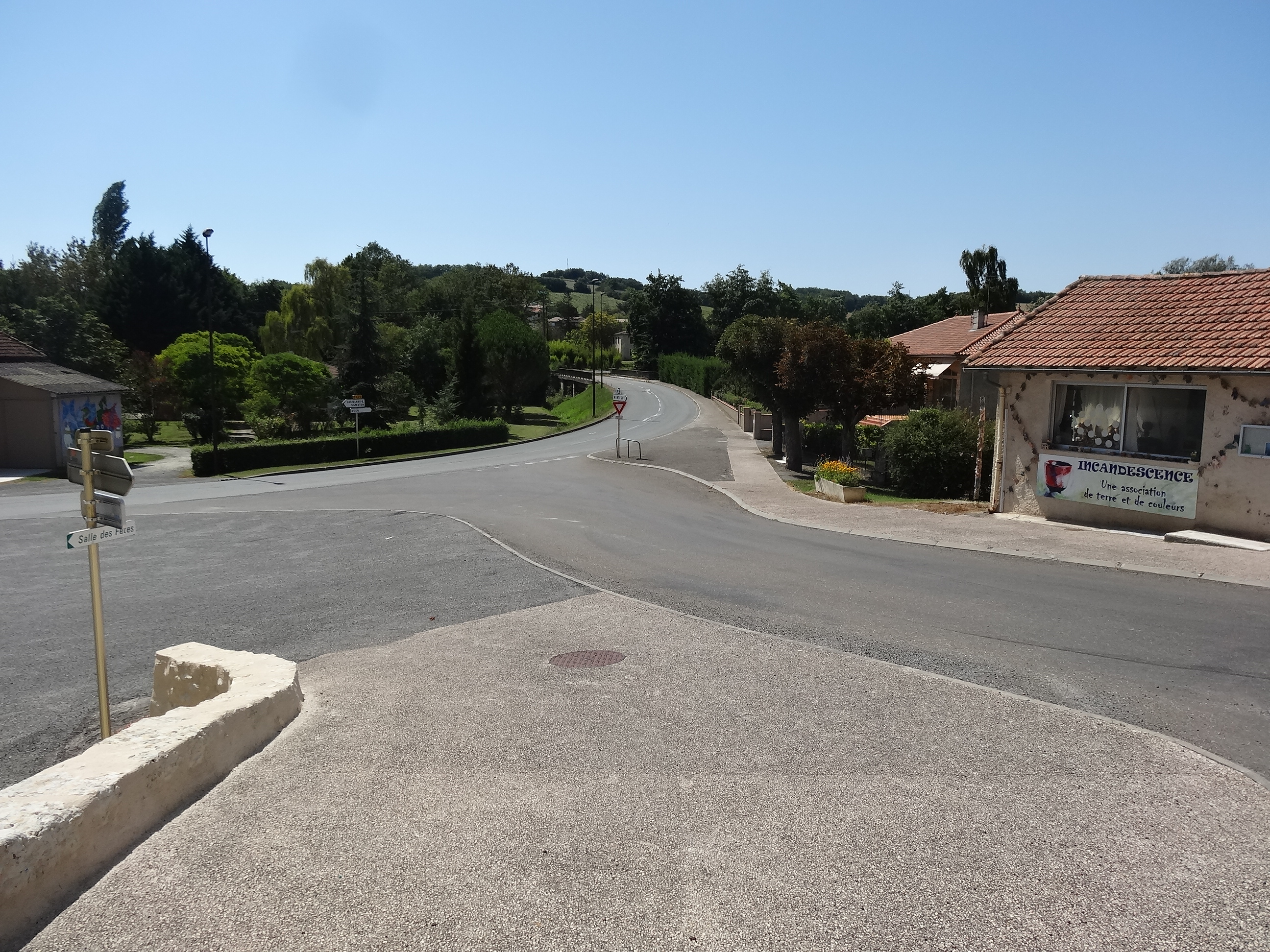
La D626, route principale.

### Risques majeurs
Le territoire de la commune de Pessan est vulnérable à différents aléas naturels : météorologiques (tempête, orage, neige, grand froid, canicule ou sécheresse) et séisme (sismicité très faible). Il est également exposé à un risque technologique, le transport de matières dangereuses. Un site publié par le BRGM permet d'évaluer simplement et rapidement les risques d'un bien localisé soit par son adresse soit par le numéro de sa parcelle.

#### Risques naturels

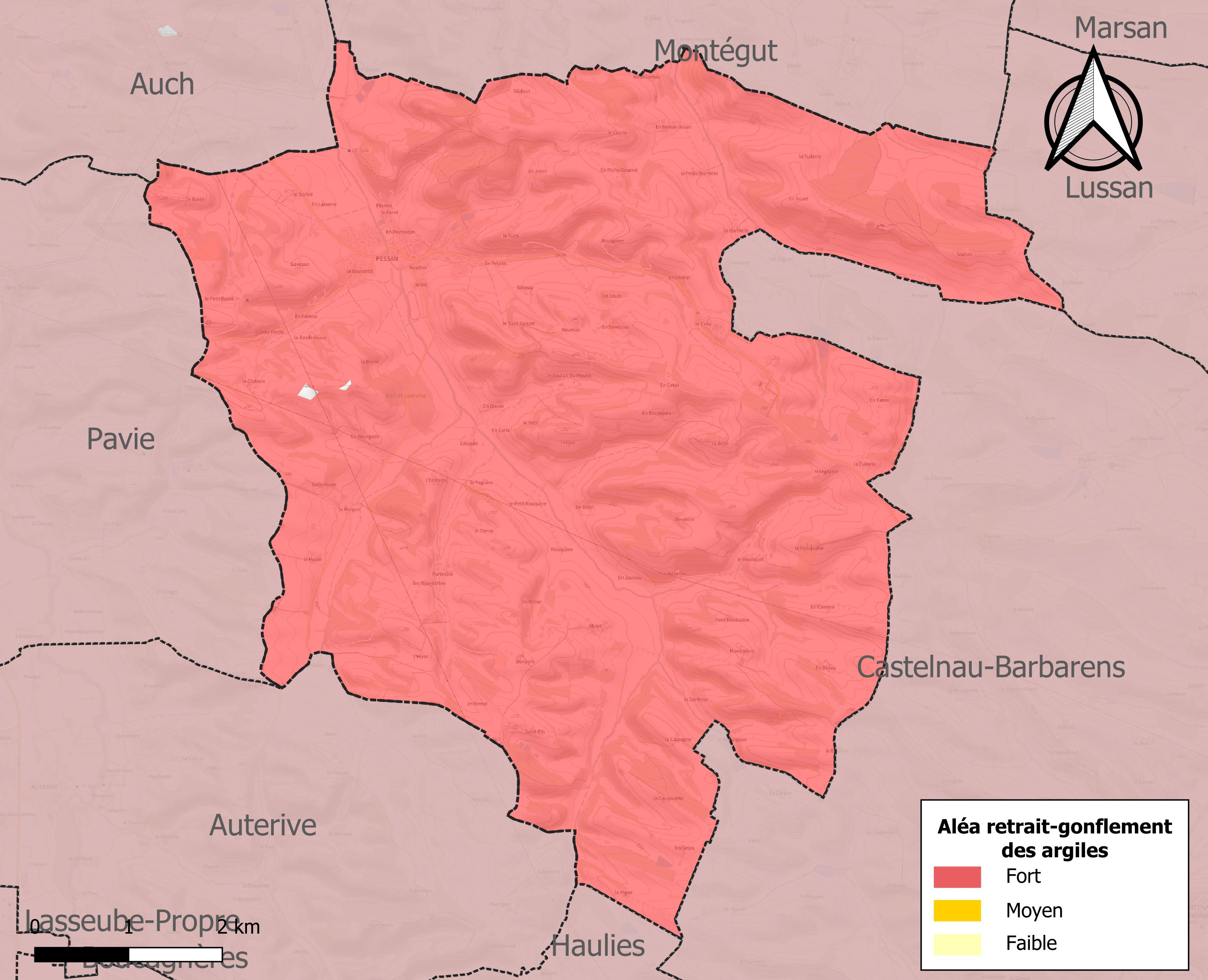
Carte des zones d'aléa retrait-gonflement des sols argileux de Pessan.

Le retrait-gonflement des sols argileux est susceptible d'engendrer des dommages importants aux bâtiments en cas d’alternance de périodes de sécheresse et de pluie. La totalité de la commune est en aléa moyen ou fort (94,5 % au niveau départemental et 48,5 % au niveau national). Sur les 271 bâtiments dénombrés sur la commune en 2019, 271 sont en aléa moyen ou fort, soit 100 %, à comparer aux 93 % au niveau départemental et 54 % au niveau national. Une cartographie de l'exposition du territoire national au retrait gonflement des sols argileux est disponible sur le site du BRGM,.
Par ailleurs, afin de mieux appréhender le risque d’affaissement de terrain, l'inventaire national des cavités souterraines permet de localiser celles situées sur la commune.
La commune a été reconnue en état de catastrophe naturelle au titre des dommages causés par les inondations et coulées de boue survenues en 1992, 1999 et 2009. Concernant les mouvements de terrains, la commune a été reconnue en état de catastrophe naturelle au titre des dommages causés par la sécheresse en 1989, 1994, 2002, 2011, 2012, 2015 et 2019 et par des mouvements de terrain en 1999.

#### Risques technologiques
Le risque de transport de matières dangereuses sur la commune est lié à sa traversée par des infrastructures routières ou ferroviaires importantes ou la présence d'une canalisation de transport d'hydrocarbures. Un accident se produisant sur de telles infrastructures est en effet susceptible d’avoir des effets graves au bâti ou aux personnes jusqu’à 350 m, selon la nature du matériau transporté. Des dispositions d’urbanisme peuvent être préconisées en conséquence.

## Histoire
En 1883, Émile Taillebois y découvre 707 deniers et oboles.

## Politique et administration

### Administration municipale
L'administration municipale s'organise autour d'un conseil municipal.

### Manifestations culturelles et festivités

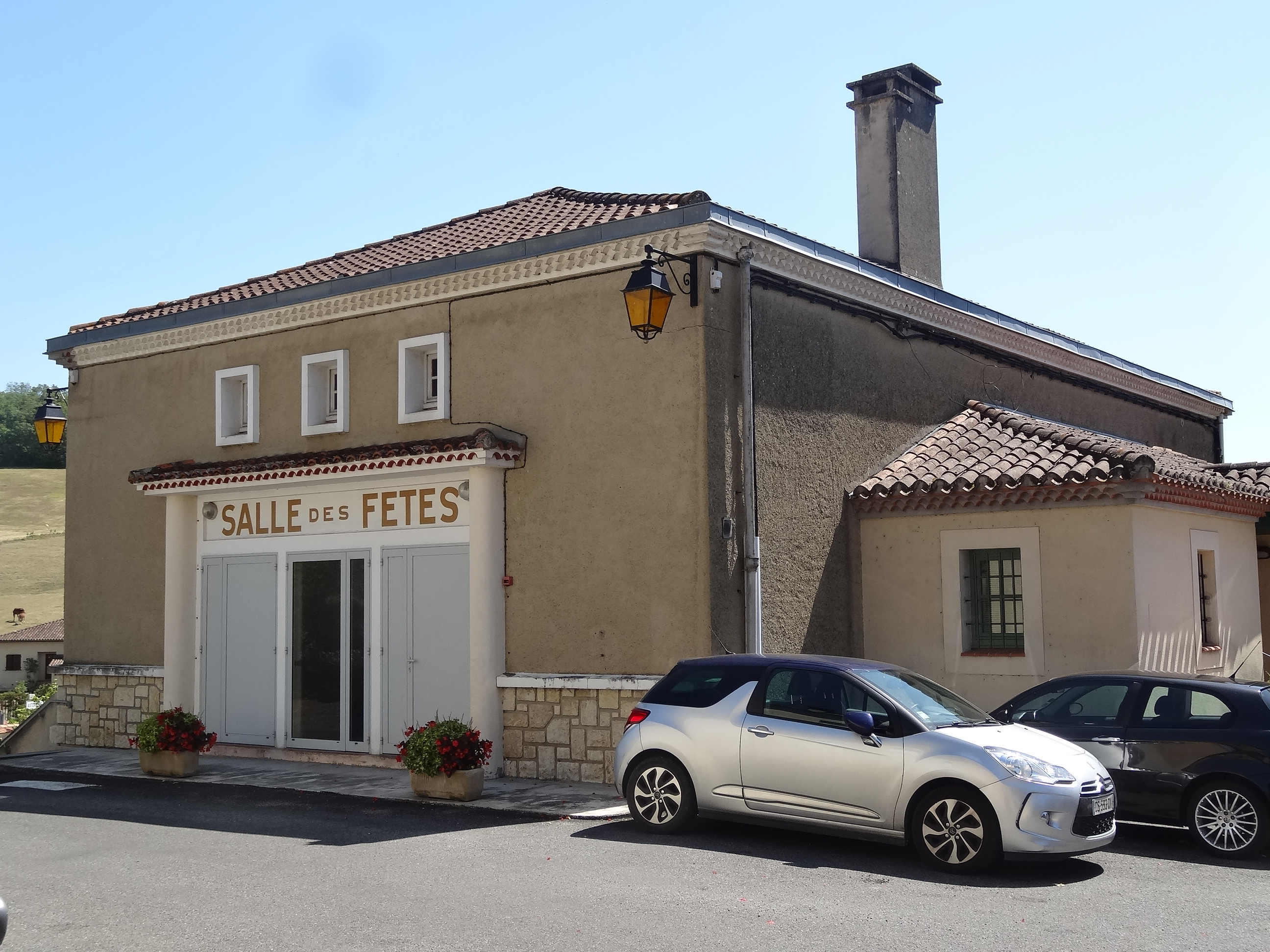
La salle des fêtes.

### Liste des maires

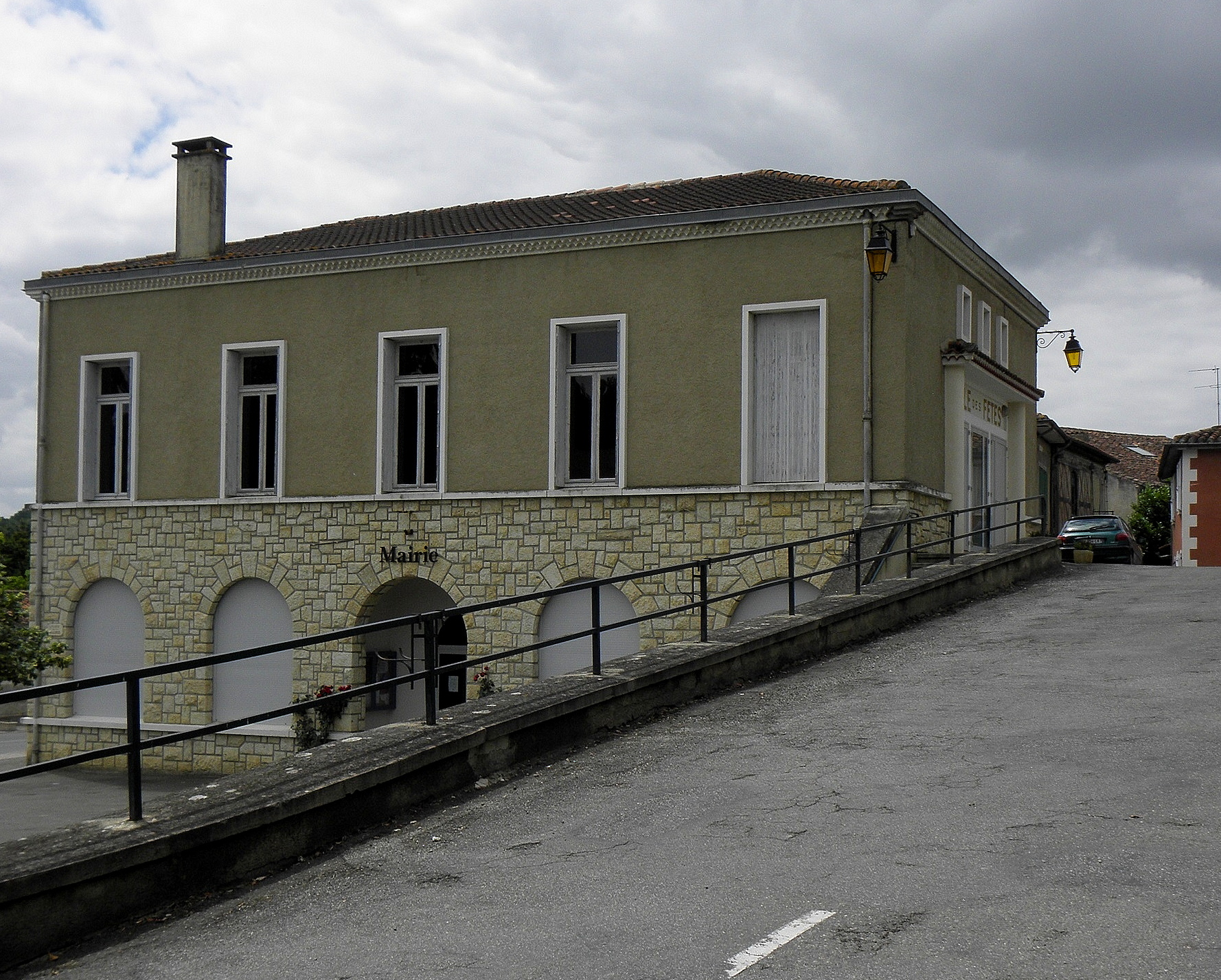
La mairie.

| Période                                  | Période  | Identité      | Étiquette | Qualité     |
| ---------------------------------------- | -------- | ------------- | --------- | ----------- |
| maire en 1958                            | ?        | Auguste Sempé | DVD       |             |
| 1995                                     | En cours | Jacques Sérès | DVD       | Agriculteur |
| Les données manquantes sont à compléter. |          |               |           |             |

## Population et société

### Démographie
| 1793 | 1800 | 1806 | 1821 | 1831 | 1841 | 1846 | 1851 | 1856 |
| ---- | ---- | ---- | ---- | ---- | ---- | ---- | ---- | ---- |
| 630  | 571  | 690  | 713  | 776  | 708  | 708  | 654  | 691  |

| 1861 | 1866 | 1872 | 1876 | 1881 | 1886 | 1891 | 1896 | 1901 |
| ---- | ---- | ---- | ---- | ---- | ---- | ---- | ---- | ---- |
| 639  | 600  | 628  | 620  | 639  | 607  | 588  | 533  | 509  |

| 1906 | 1911 | 1921 | 1926 | 1931 | 1936 | 1946 | 1954 | 1962 |
| ---- | ---- | ---- | ---- | ---- | ---- | ---- | ---- | ---- |
| 503  | 508  | 453  | 438  | 452  | 440  | 491  | 414  | 434  |

| 1968 | 1975 | 1982 | 1990 | 1999 | 2006 | 2008 | 2013 | 2018 |
| ---- | ---- | ---- | ---- | ---- | ---- | ---- | ---- | ---- |
| 422  | 524  | 604  | 660  | 634  | 677  | 689  | 688  | 671  |

| 2022 | - | - | - | - | - | - | - | - |
| ---- | - | - | - | - | - | - | - | - |
| 659  | - | - | - | - | - | - | - | - |

### Enseignement

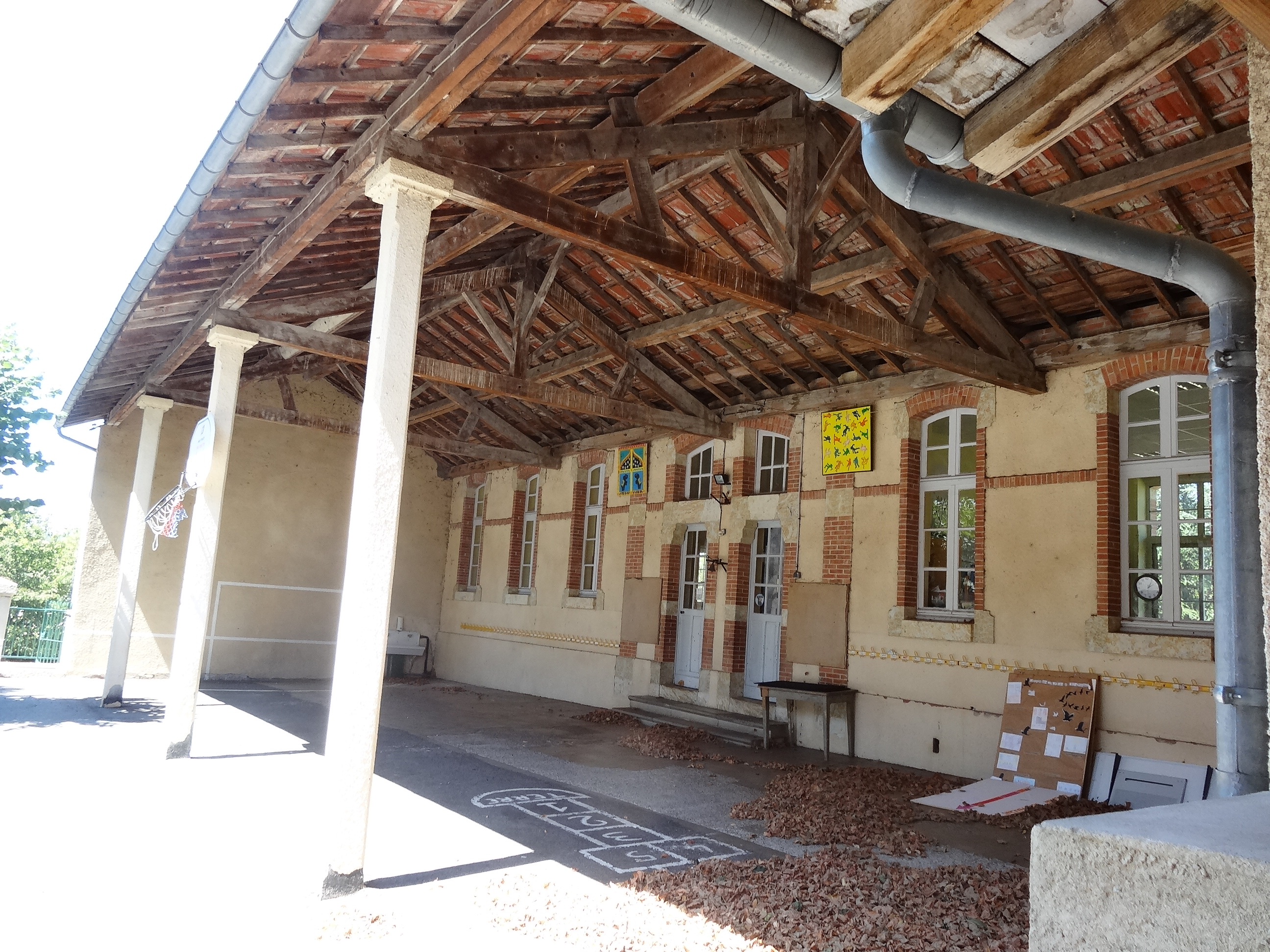
L'école.

Pessan dispose d'une école élémentaire publique (85 élèves pour l'année scolaire 2017-2018).

## Économie

### Revenus
En 2018  (données Insee publiées en septembre 2021), la commune compte 272 ménages fiscaux, regroupant 680 personnes. La médiane du revenu disponible par unité de consommation est de 22 600 € (20 820 € dans le département).

### Emploi
|                | 2008  | 2013  | 2018  |
| -------------- | ----- | ----- | ----- |
| Commune        | 4 %   | 6,6 % | 3,6 % |
| Département    | 6,1 % | 7,5 % | 8,2 % |
| France entière | 8,3 % | 10 %  | 10 %  |

En 2018, la population âgée de 15 à 64 ans s'élève à 385 personnes, parmi lesquelles on compte 77,4 % d'actifs (73,8 % ayant un emploi et 3,6 % de chômeurs) et 22,6 % d'inactifs,. Depuis 2008, le taux de chômage communal (au sens du recensement) des 15-64 ans est inférieur à celui de la France et du département.
La commune fait partie de la couronne de l'aire d'attraction d'Auch, du fait qu'au moins 15 % des actifs travaillent dans le pôle,. Elle compte 77 emplois en 2018, contre 79 en 2013 et 94 en 2008. Le nombre d'actifs ayant un emploi résidant dans la commune est de 290, soit un indicateur de concentration d'emploi de 26,7 % et un taux d'activité parmi les 15 ans ou plus de 54,9 %.
Sur ces 290 actifs de 15 ans ou plus ayant un emploi, 44 travaillent dans la commune, soit 15 % des habitants. Pour se rendre au travail, 91 % des habitants utilisent un véhicule personnel ou de fonction à quatre roues, 0,3 % les transports en commun, 2,4 % s'y rendent en deux-roues, à vélo ou à pied et 6,2 % n'ont pas besoin de transport (travail au domicile).

### Activités hors agriculture

#### Secteurs d'activités
42 établissements sont implantés  à Pessan au 31 décembre 2019. Le tableau ci-dessous en détaille le nombre par secteur d'activité et compare les ratios avec ceux du département,.
| Secteur d'activité                                                                                        | Commune | Commune | Département |
| Secteur d'activité                                                                                        | Nombre  | %       | %           |
| --- | ------- | ------- | ----------- |
| Ensemble                                                                                                  | 42      |         |             |
| Industrie manufacturière, industries extractives et autres                                                | 4       | 9,5 %   | (12,3 %)    |
| Construction                                                                                              | 9       | 21,4 %  | (14,6 %)    |
| Commerce de gros et de détail, transports, hébergement et restauration                                    | 10      | 23,8 %  | (27,7 %)    |
| Information et communication                                                                              | 1       | 2,4 %   | (1,8 %)     |
| Activités financières et d'assurance                                                                      | 2       | 4,8 %   | (3,5 %)     |
| Activités immobilières                                                                                    | 2       | 4,8 %   | (5,2 %)     |
| Activités spécialisées, scientifiques et techniques et activités de services administratifs et de soutien | 8       | 19 %    | (14,4 %)    |
| Administration publique, enseignement, santé humaine et action sociale                                    | 6       | 14,3 %  | (12,3 %)    |

Le secteur du commerce de gros et de détail, des transports, de l'hébergement et de la restauration est prépondérant sur la commune puisqu'il représente 23,8 % du nombre total d'établissements de la commune (10 sur les 42 entreprises implantées  à Pessan), contre 27,7 % au niveau départemental.

#### Entreprises et commerces
Les deux entreprises ayant leur siège social sur le territoire communal qui génèrent le plus de chiffre d'affaires en 2020 sont : 
- Nomade Palize, commerce de gros (commerce interentreprises) alimentaire spécialisé divers (1 761 k€)
- Sublimage, conseil pour les affaires et autres conseils de gestion (104 k€)

Plusieurs entreprises locales sont installées à Pessan, principalement dans l'artisanat. 

### Agriculture
La commune est dans le « Haut-Armagnac », une petite région agricole occupant le centre du département du Gers. En 2020, l'orientation technico-économique de l'agriculture  sur la commune est la polyculture et/ou le polyélevage.
|               | 1988  | 2000  | 2010  | 2020  |
| ------------- | ----- | ----- | ----- | ----- |
| Exploitations | 37    | 24    | 28    | 25    |
| SAU (ha)      | 2 103 | 2 069 | 2 207 | 2 423 |

Le nombre d'exploitations agricoles en activité et ayant leur siège dans la commune est passé de 37 lors du recensement agricole de 1988  à 24 en 2000 puis à 28 en 2010 et enfin à 25 en 2020, soit une baisse de 32 % en 32 ans. Le même mouvement est observé à l'échelle du département qui a perdu pendant cette période 51 % de ses exploitations,. La surface agricole utilisée sur la commune a quant à elle augmenté, passant de 2 103 ha en 1988 à 2 423 ha en 2020. Parallèlement la surface agricole utilisée moyenne par exploitation a augmenté, passant de 57 à 97 ha.

## Culture locale et patrimoine

### Lieux et monuments
- Site castral de Pessan. L'église de Pessan est dominée au nord par un relief aménagé portant le toponyme « Casterassis », sur lequel ont été repérées des installations défensives, probablement médiévales[36].
- Église Saint-Michel. L'édifice est classé au titre objet des monuments historiques depuis 1960[37],[38].
- Porte fortifiée.
- Château de Lartigolle, chartreuse flanquée de deux tourelles rondes (XIXe siècle)[39]. Propriété privée.
- Château de Lassalle (XIVe siècle), transformé en exploitation agricole après son abandon comme résidence seigneuriale avant la seconde moitié du XVIe siècle[40]. Propriété privée, ne se visite pas.
- Motte castrale de Monbalère portant le château plus récent de Giscaro. Propriété privée, ne se visite pas.
- Château de la Rochette (XIXe siècle). Propriété privée, ne se visite pas.
- Château de Salleneuve (XVIe-XVIIIe siècles, remanié au XIXe siècle dans le style néoclassique)[41]. Propriété privée, ne se visite pas.
- Château de la Trouquette. Propriété privée, ne se visite pas.

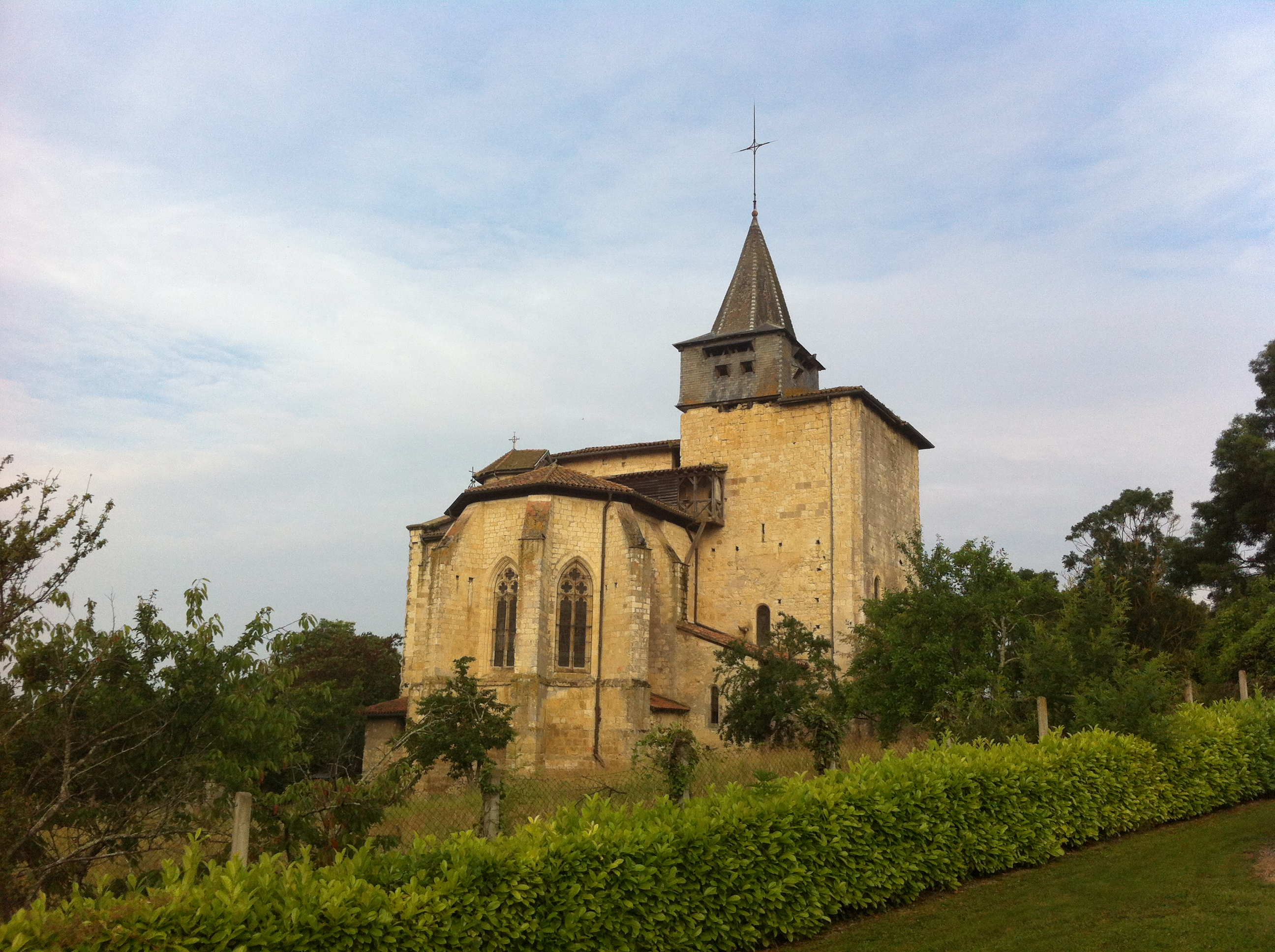
L'église Saint-Michel.
L'intérieur de l’église.
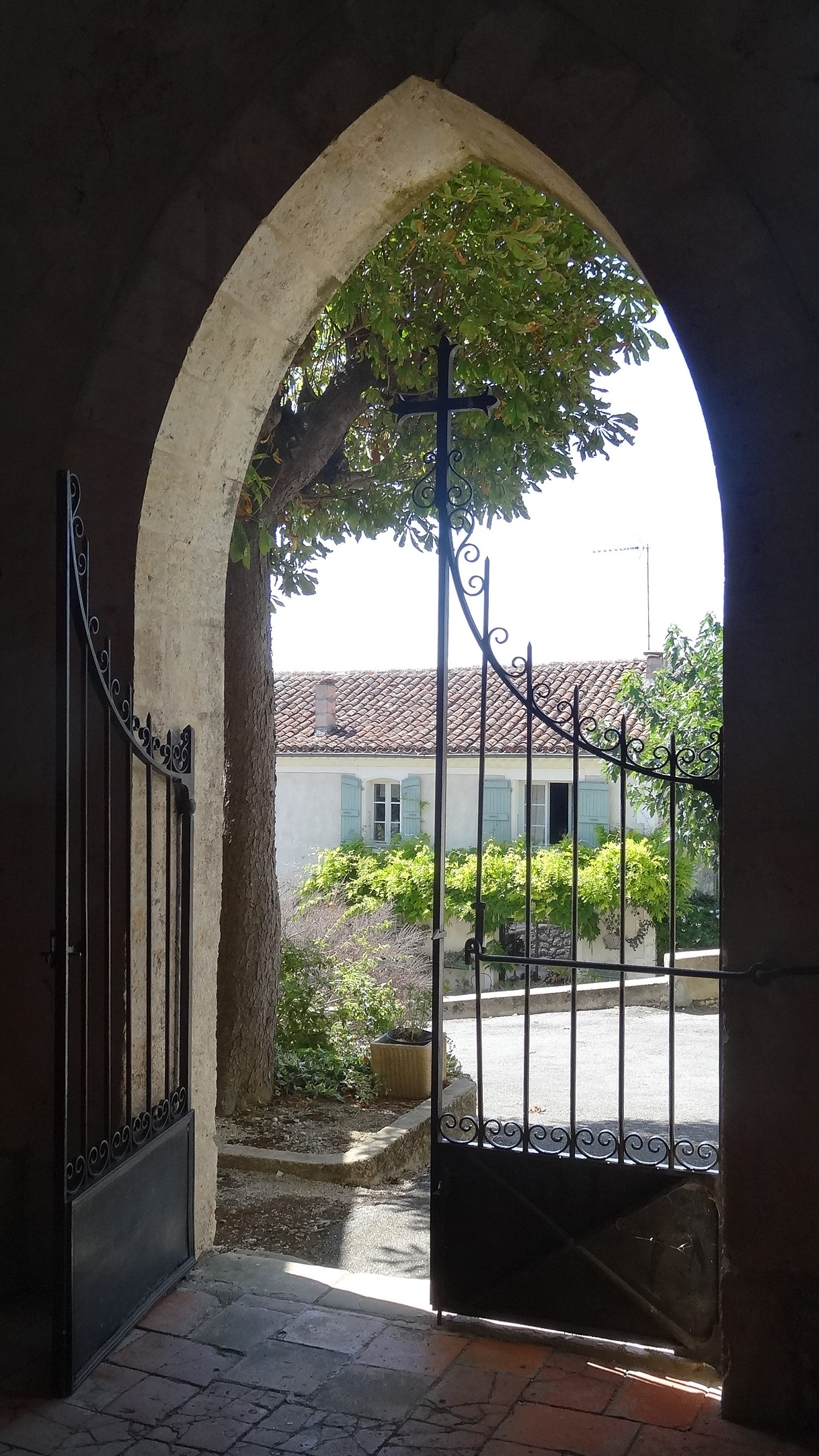
Portillon d'entrée.
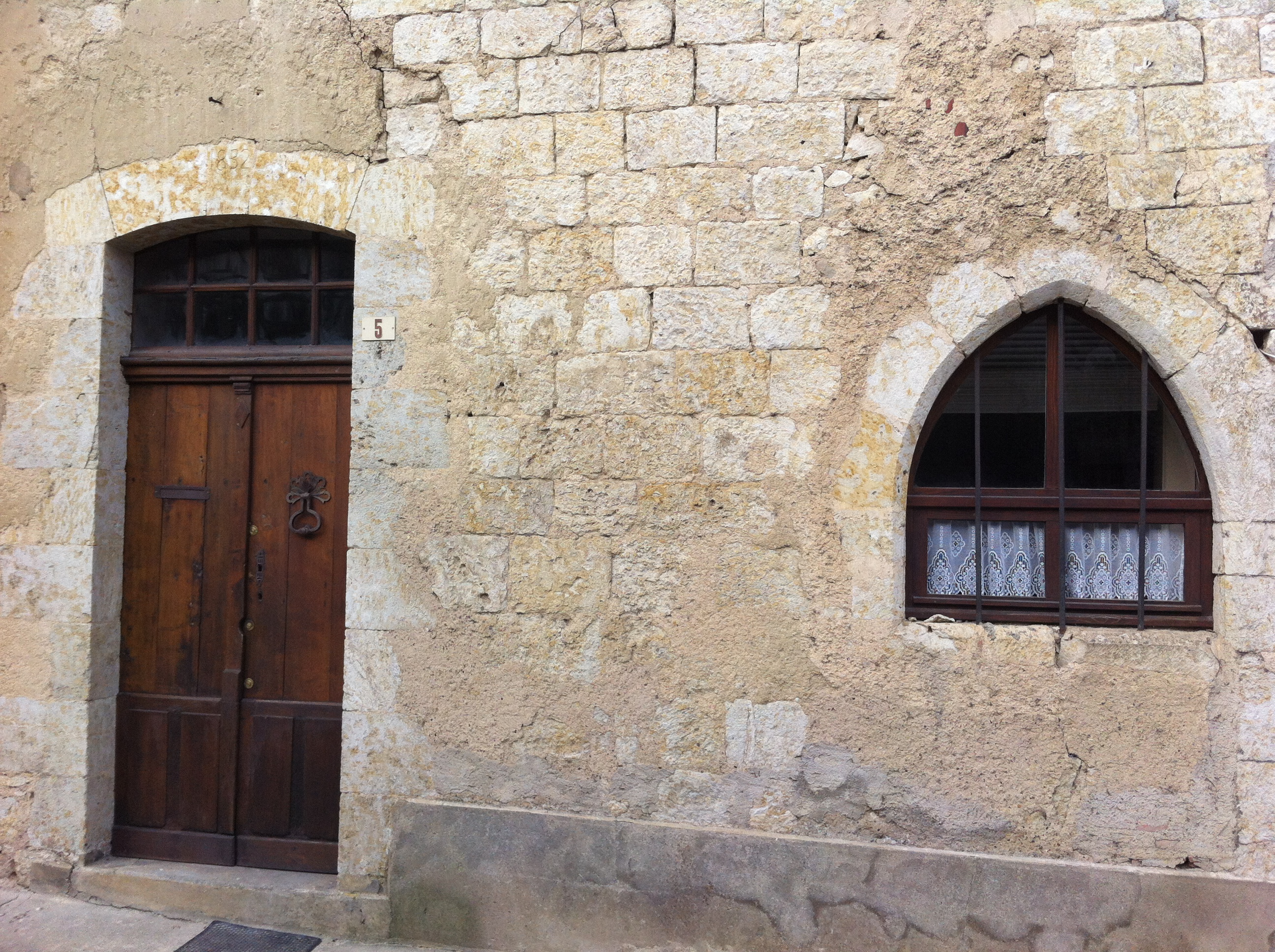
Façade d'une maison.
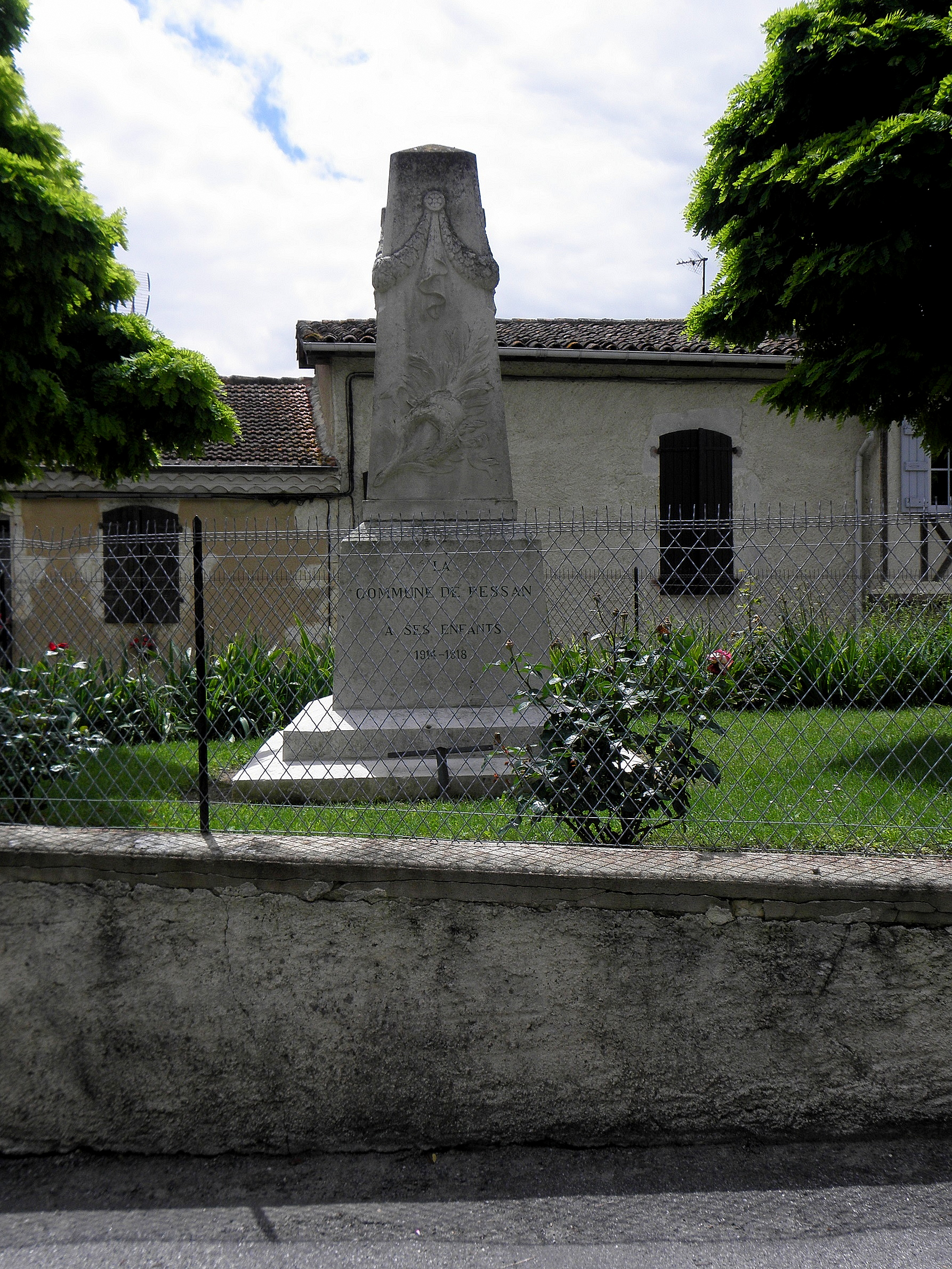
Monument aux morts.
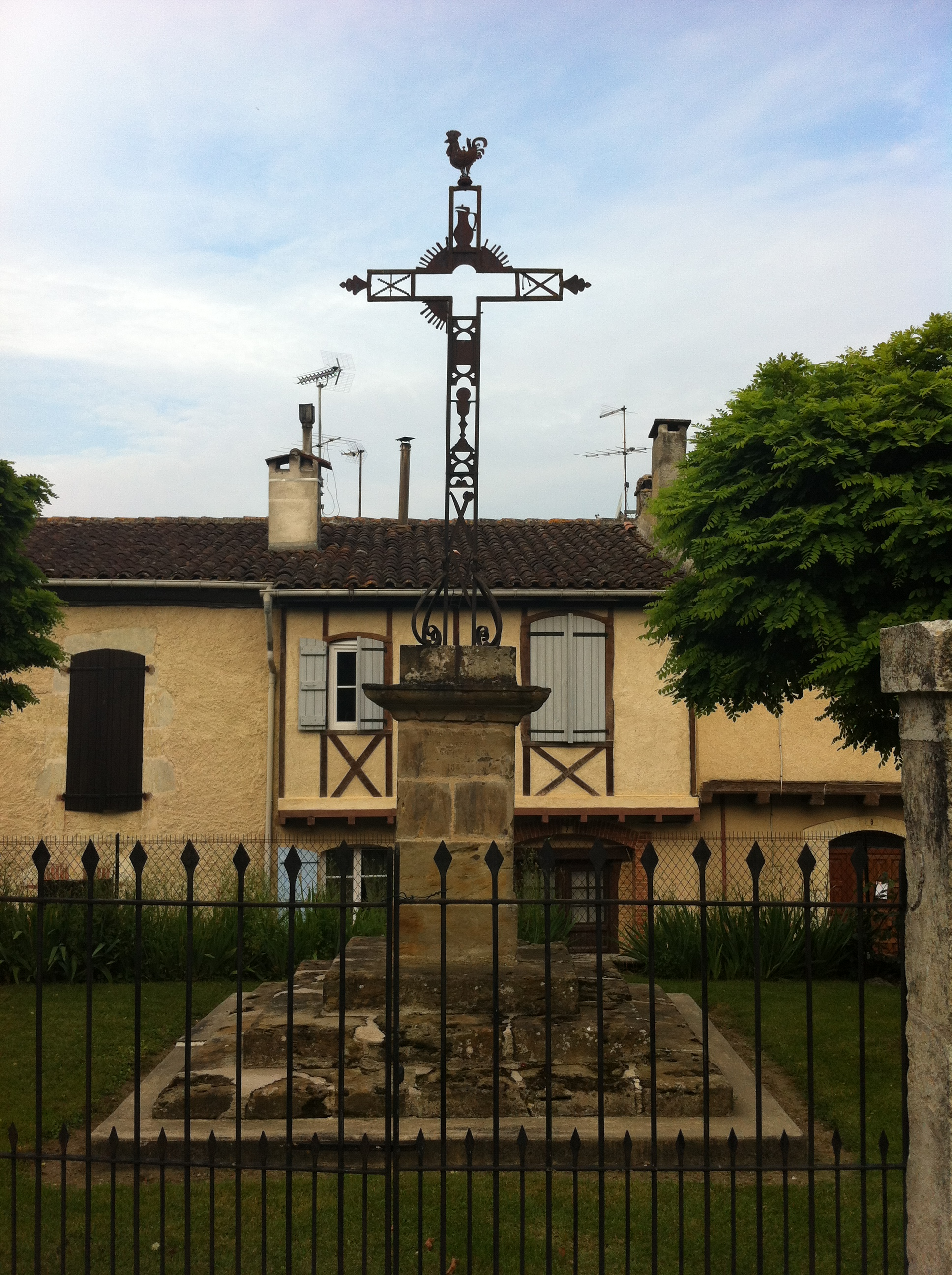
Croix de fer dans le village.
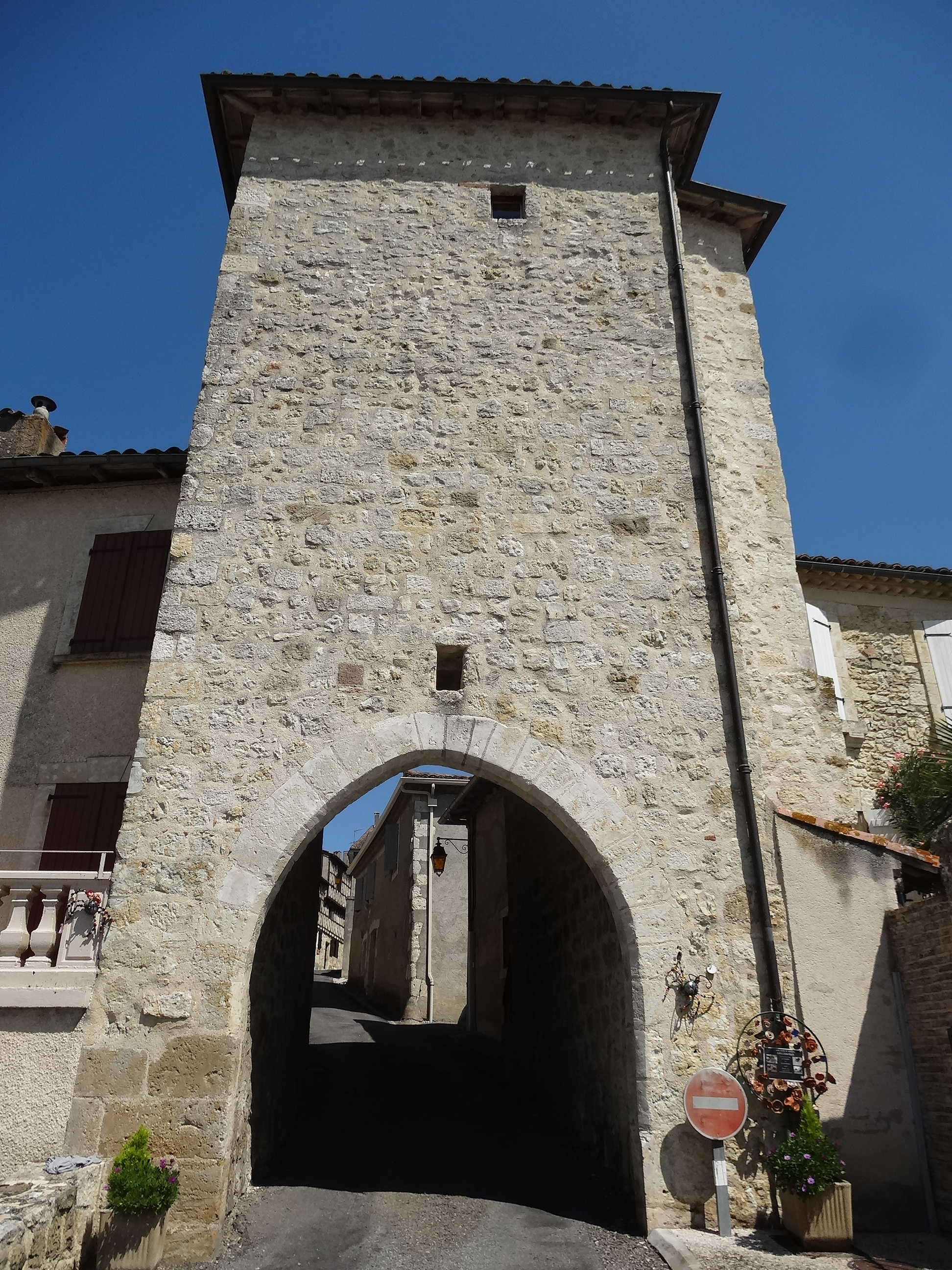
La tour-porte.
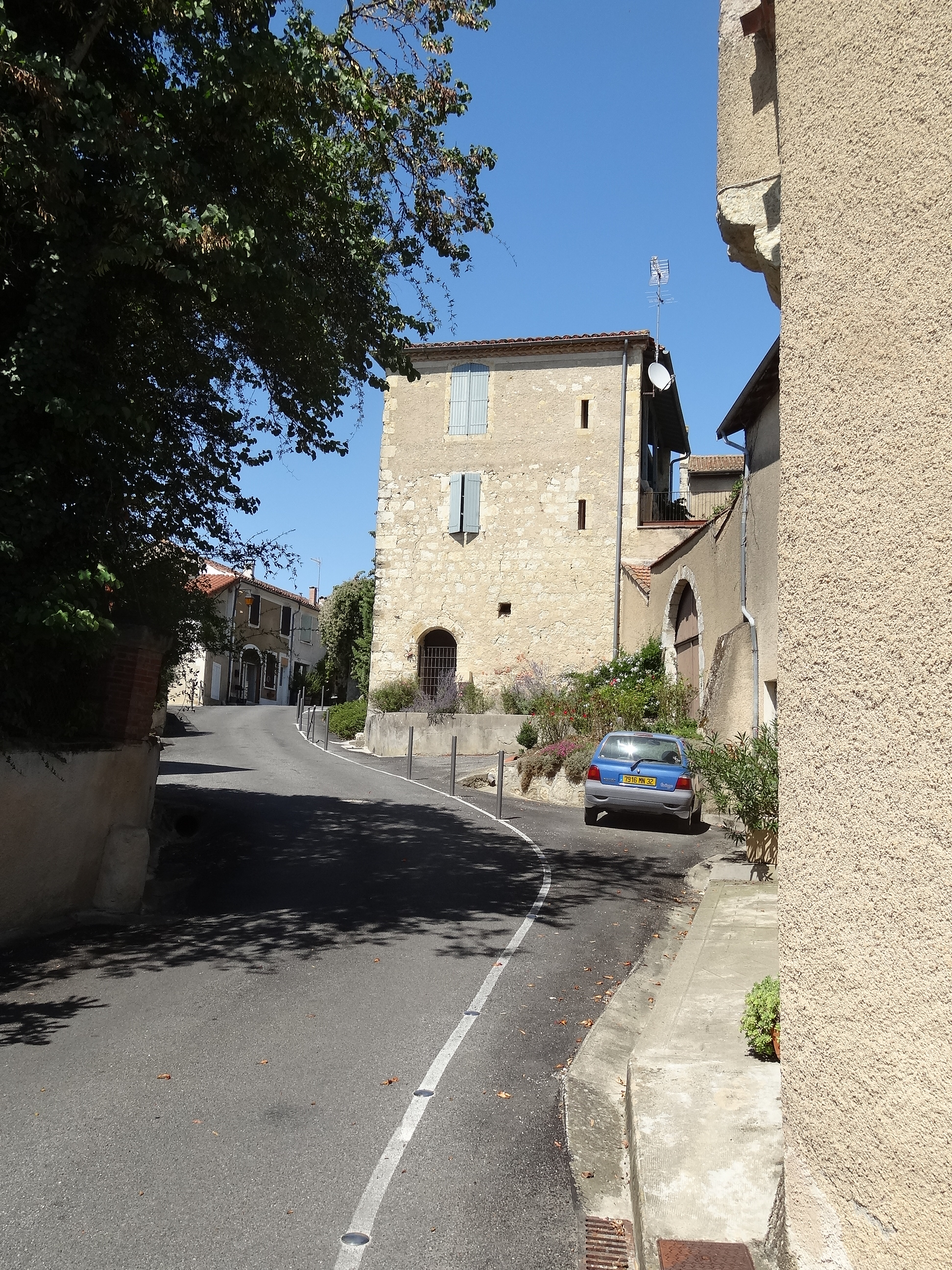
Montée.
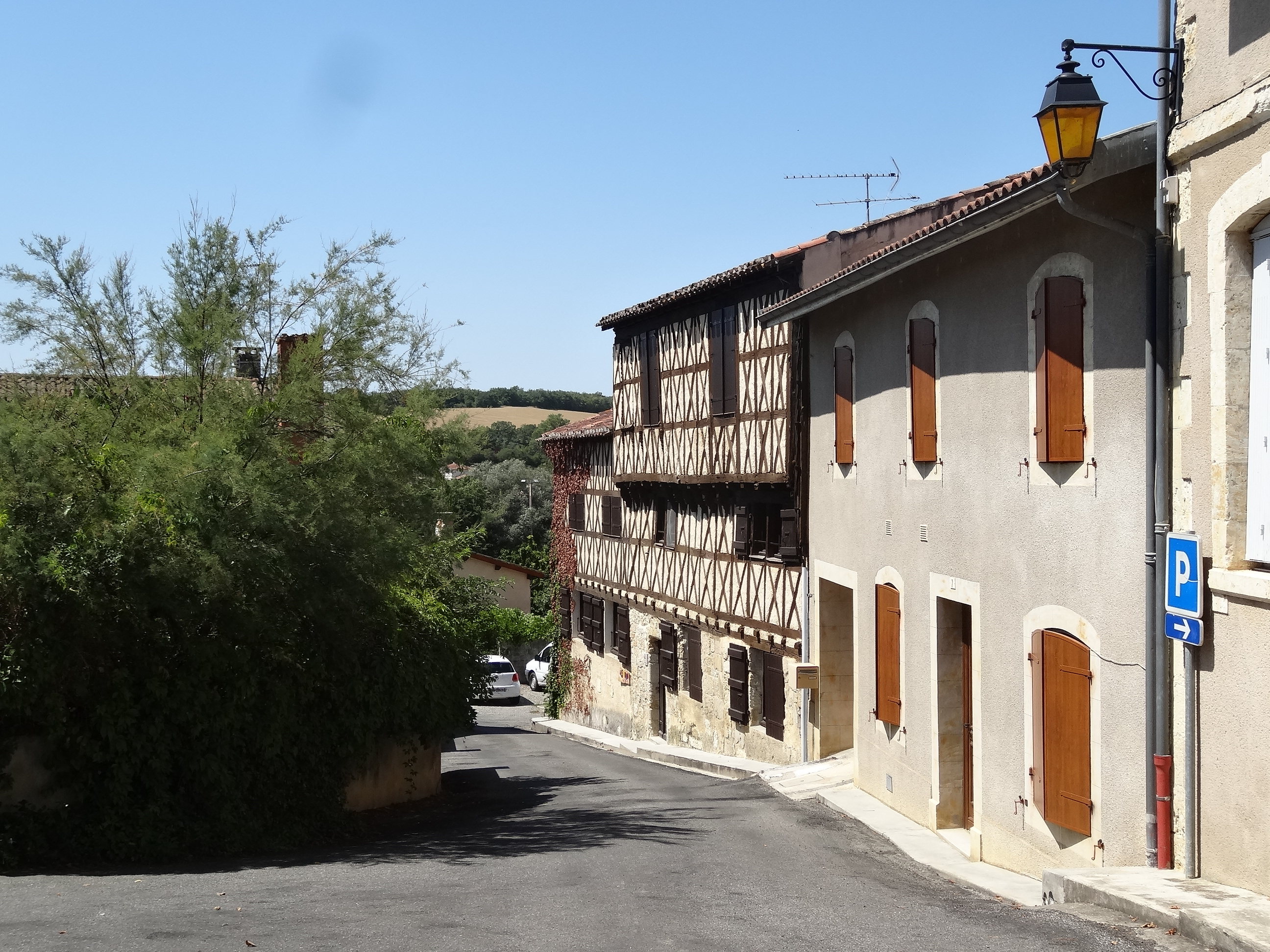
Le village.

### Activité culturelle
- Bibliothèque municipale[42];
- Label Ville et Pays d'Art et d'Histoire;
- Label Centenaire

### Personnalités liées à la commune
- Pierre-Paul de Faudoas (1750-1824), évêque de Meaux (1805-1819), a été chanoine puis curé de Pessan.